# Nawodzice
Nawodzice – wieś w Polsce położona w województwie świętokrzyskim, w powiecie sandomierskim, w gminie Klimontów.
W latach 1954–1959 wieś należała i była siedzibą władz gromady Nawodzice, po jej zniesieniu w gromadzie Klimontów. W latach 1975–1998 miejscowość administracyjnie należała do województwa tarnobrzeskiego.
We wsi znajdował się przystanek kolejowy Nawodzice.

## Historia
Zapiski historyczne wskazują, że Nawodzice istnieją od XIII wieku. O wsi Nawodzice wspomina Jan Długosz w Liber beneficiorum dioecesis Cracoviensis napisanej w latach 1470–1480. Właścicielami Nawodzic byli wtedy:
- Paweł Dersław ze Zborzenny herbu Łabędź i jego braci;
- Jan Dołuski herbu Trzy trąby;
- Mikołaj Trzebieński herbu Szreniawa.

We wsi znajdowało się 14 łanów kmiecych, młyn z rolą z których dziesięcinę pobierał mansjonarz z kościoła Najświętszej Maryi Panny z Sandomierza. Oprócz tego we wsi znajdowało się 13 karczem z rolą, 4 zagrodników, 3 folwarki szlacheckie płacące na przemian dziesięcinę plebanowi z Olbierzowic i Kiełczyny.
Na początku XVI wieku jedną karczmę z rolą i ogrodem dzierżawił za jedną grzywnę rocznie proboszcz z Białaczowa.
Od XVI wieku do 1944 roku wieś wchodziła w skład dóbr klimontowskich których kolejnymi właścicielami byli Ossolińscy, Kalinowscy herbu Kalinowa, Morsztynowie, książę Janusz Aleksander Sanguszko, Ledóchowscy oraz Karscy. W 1629 roku właścicielem wsi położonej w powiecie sandomierskim województwa sandomierskiego był Rafał Leszczyńśki.
W 1827 Nawodzice liczyły 56 domów i 504 mieszkańców. Natomiast w 1885 Nawodzice obejmowały 522 morgi należące do dóbr klimontowskich, w tym folwark Żyznów oraz 607 mórg należących do włościan. Wieś liczyła wtedy 71 domów i 546 mieszkańców. Od 1844 wieś należała do gminy Górki w Okręgu sandomierskim, w powiecie sandomierskim guberni radomskiej, a od 1915 roku do gminy Jurkowice. W 1906 władze gminy wybudowały w Nawodzicach szkołę podstawową. W 1929 szkoła była dwuklasowa i miała cztery oddziały.
Działania wojenne I i II wojny światowej nie dotknęły wsi bezpośrednio. W okresie II wojny światowej mieszkańcy brali udział w walce z okupantem hitlerowskim głównie w szeregach Batalionów Chłopskich oraz Armii Krajowej, pomagali również partyzantom. W okresie akcji „Burza”, na początku sierpnia 1944, w folwarku Żyznów kwaterowało dowództwo 2 Dywizji Piechoty Legionów AK. W 1944, kiedy Armia Czerwona wkroczyła na teren ziemi sandomierskiej, nastąpiły aresztowania osób należących do Armii Krajowej. Z Nawodzic na Sybir wywieziono kilkunastu mężczyzn, m.in. Władysława Lasotę. Tuż po wojnie folwarki należące do Karskich z Górek Klimontowskich zostały rozparcelowane między mieszkańców wsi. Z okolicznych lasów utworzono natomiast leśnictwo Żyznów. Do połowy lat 80. XX wieku jego siedziba mieściła się w dawnych czworakach. Z inicjatywy mieszkańców utworzono Oddział Ochotniczej Straży Pożarnej i wybudowano remizę strażacką. W dawnych czworakach folwarku Żyznów do połowy lat 80. XX wieku znajdowała się leśniczówka. W 1987 dzięki staraniom ówczesnego księdza proboszcza Andrzeja Wołczyńskiego i ofiarnej pracy mieszkańców wsi, wybudowano kaplicę pw. Matki Bożej Królowej Polski.

## Turystyka
Przez wieś prowadzi zielony szlak rowerowy z Sandomierza do Ujazdu oraz szlak Małopolska Droga św. Jakuba.